# 鹿角市立図書館
鹿角市立図書館（かづのしりつとしょかん）は、秋田県鹿角市にある公共図書館。花輪図書館と立山文庫継承十和田図書館の二館からなる。

## 花輪図書館

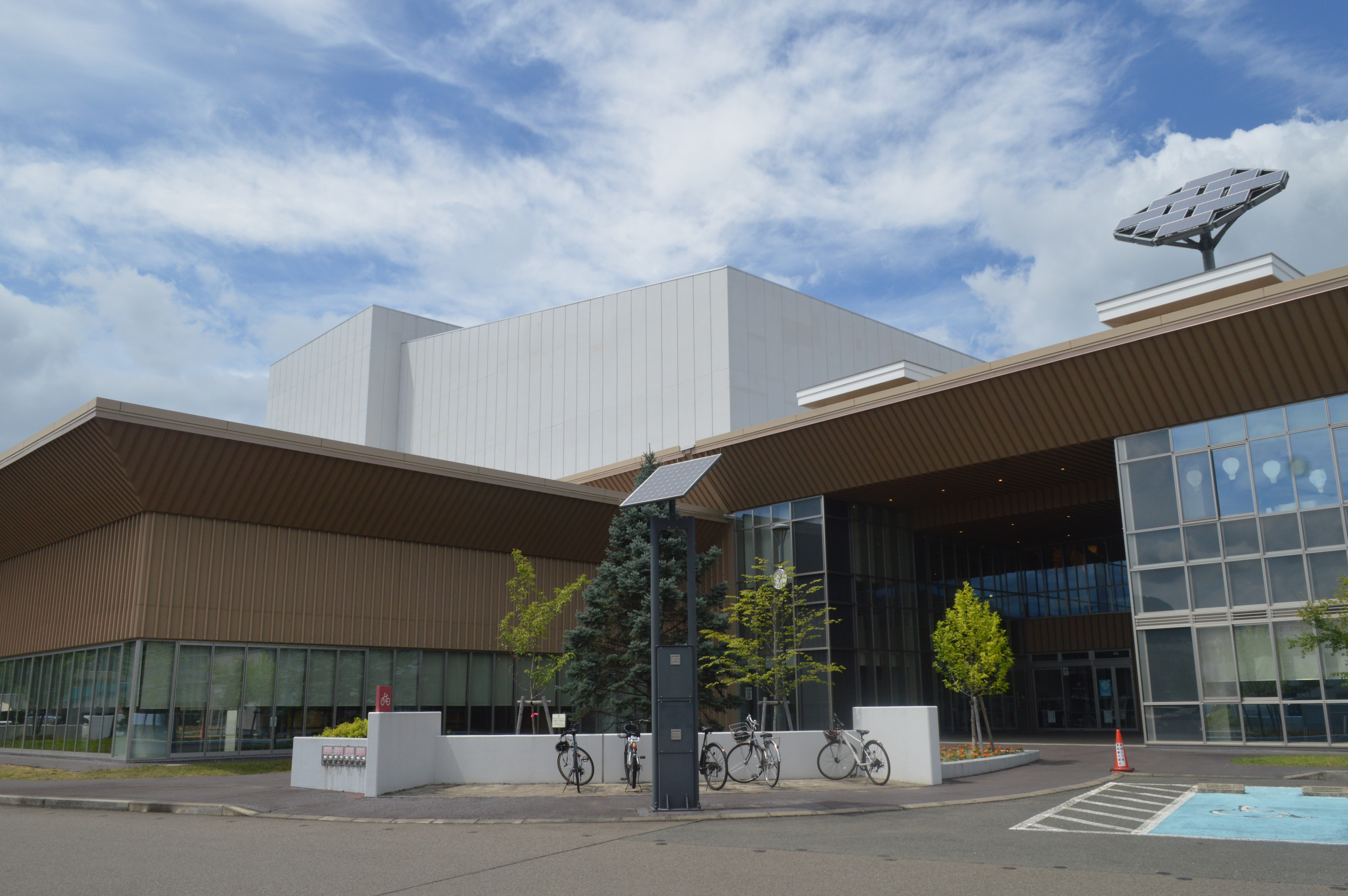
花輪図書館が入る複合施設、文化の杜交流館コモッセ

秋田県鹿角市花輪の鹿角市文化の杜交流館コモッセ2階にある図書館である。

### 沿革
- 1923年（大正12年）4月 - 秋田県立図書館花輪分館として発足[2]。
- 1932年（昭和7年）3月 - 分館の廃止に伴い、全図書が花輪町立花輪町図書館に移譲される[2]。
- 1972年（昭和47年）4月 - 町村合併で「鹿角市立花輪図書館」が誕生[2]。
- 2015年（平成27年）4月16日 - 鹿角市文化の杜交流館コモッセ2Fへ移転[2]。

### 所在地
- 秋田県鹿角市花輪字八正寺13番地 鹿角市文化の杜交流館コモッセ2階[1]

## 立山文庫継承十和田図書館

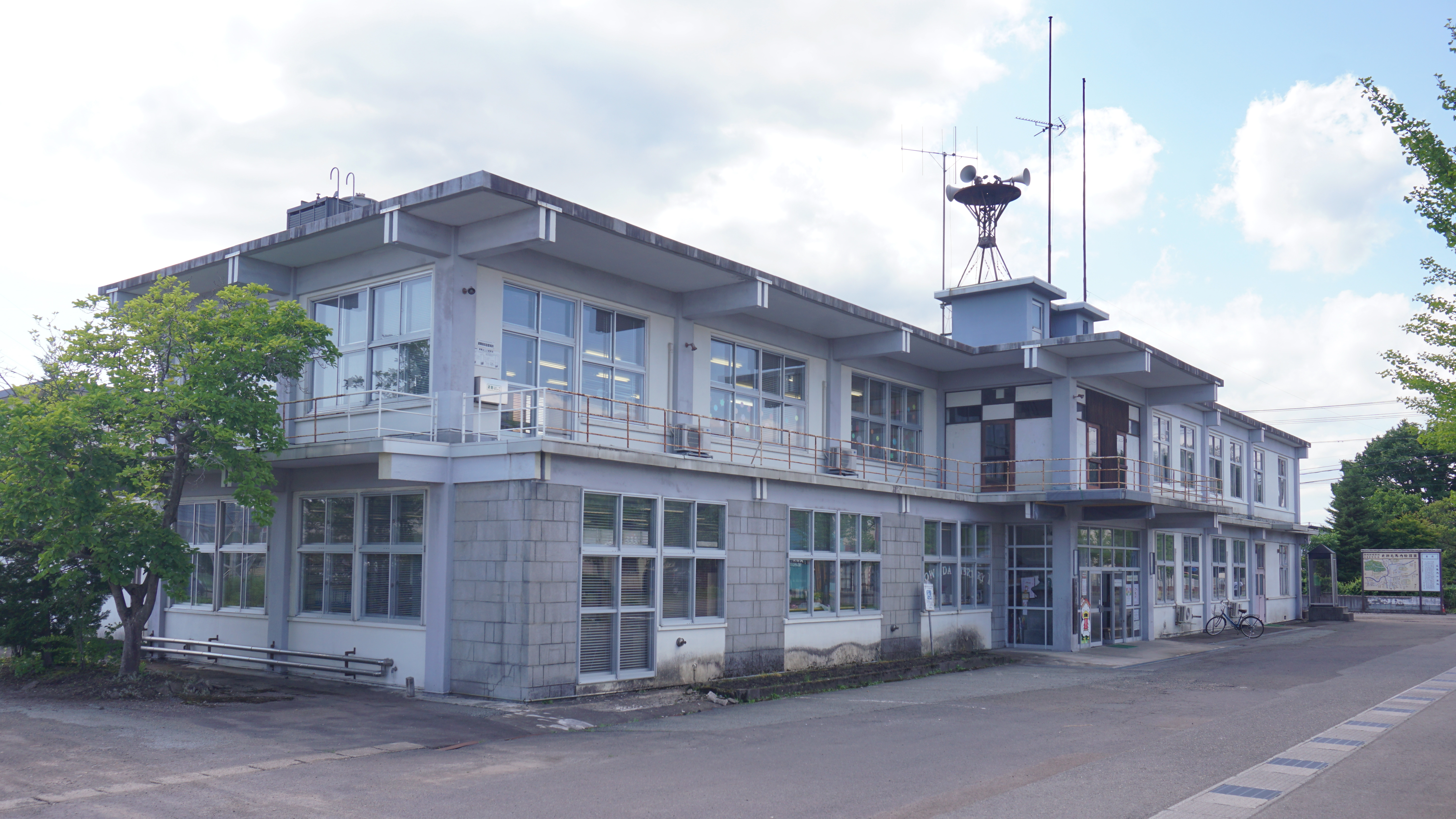
十和田図書館（旧館）

秋田県鹿角市十和田毛馬内にある図書館である。新館移転のため休館しており、2025年（令和7年）10月1日にオープンすることになっている。

### 沿革
- 1913年（大正2年）11月 - 立山弟四郎により私立「立山文庫」開設[4]。
- 1946年（昭和21年）4月 - 立山文庫が寄贈され「立山文庫継承毛馬内町立図書館」が発足[4]。
- 1955年（昭和30年）4月 - 「立山文庫継承町立十和田図書館」へ改称[4]。
- 1972年（昭和47年）4月 - 鹿角市発足により「鹿角市立立山文庫継承十和田図書館」へ改称[4]。
- 1987年（昭和62年）12月 - 十和田町役場の建物を図書館へ転用し移転（秋田県鹿角市十和田毛馬内字上陣場19番地5）[4]。
- 2025年（令和7年）10月1日 - 十和田市民センター隣（秋田県鹿角市十和田毛馬内字城ノ下7-5）へ新館開館[4][3]。

### 所在地
- 秋田県鹿角市十和田毛馬内字城ノ下7-5[1]